# هواپیمایی سوریه

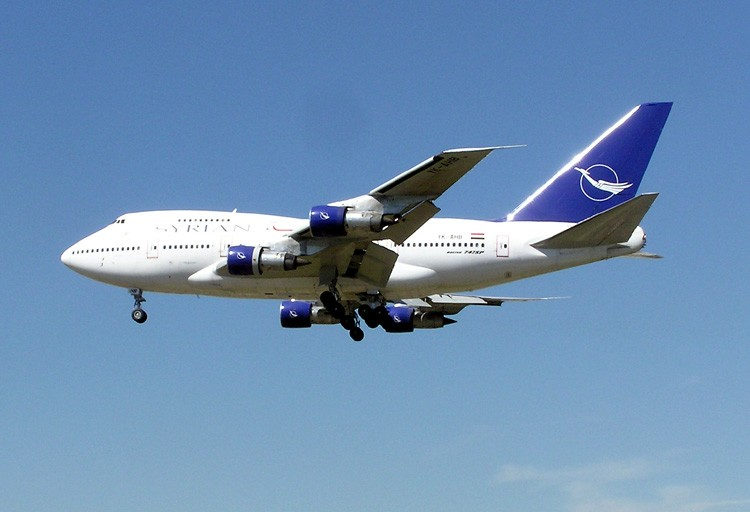
بوئینگ ۷۴۷ اس پی

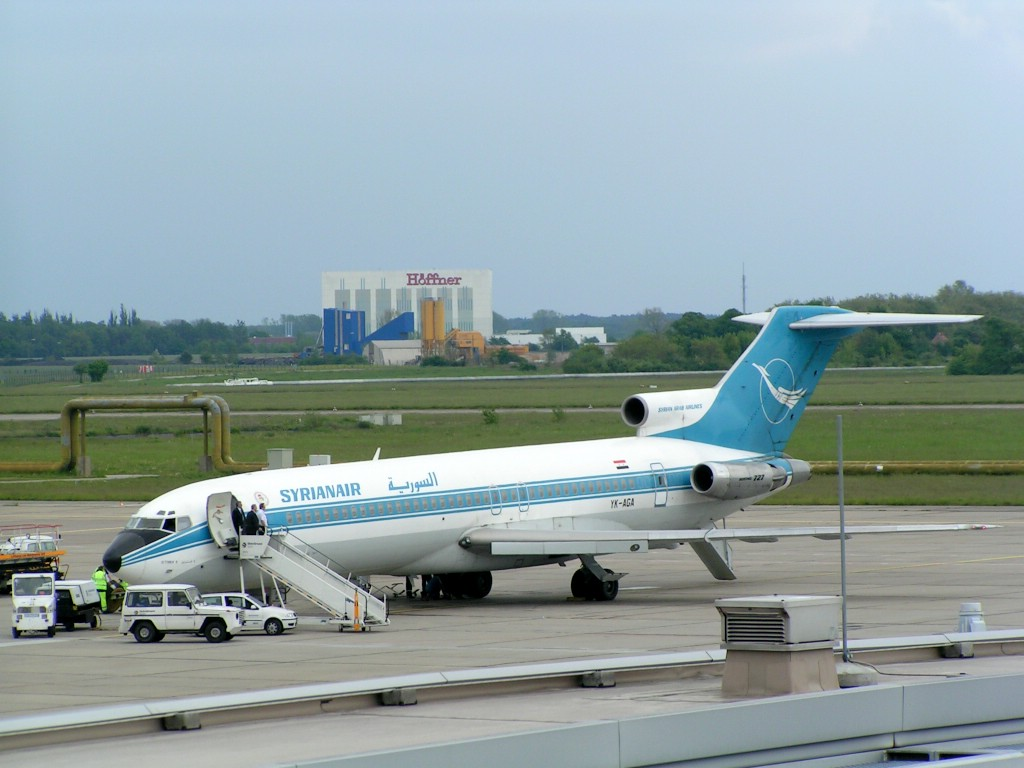
بوئینگ ۷۲۷ هواپیمایی سوریه

هواپیمایی سوریه (Syrian Air) (عربی:السوریة) هواپیمایی حامل پرچم و تنها هواپیمایی سوریه است. دفتر اصلی این شرکت در شهر دمشق قرار دارد. سوریه پروازهای منظم خود را به بیش از ۴۰ مقصد در آسیا، خاورمیانه، اروپا، شمال آفریقا و شهرهای مختلف داخلی انجام می‌دهد. فرودگاه بین‌المللی دمشق مقر اصلی این شرکت است.
هواپیمایی سوریه عضو سازمان هواپیماهای عرب است.

## تاریخچه
هواپیمایی سوریه در اکتبر سال ۱۹۶۱ توسط دولت سوریه تأسیس شد تا فعالیت‌های دو شرکت سیرین ایرویز (تأسیس شده در سال ۱۹۴۶) و یونایتد عرب ایرلاینز را ادامه دهد. این شرکت در بدو تأسیس هواپیمایی عربی سوریه (عربی:مؤسسة الطیران العربیة السوریة)
(Syrian Arab Airlines) نام داشت. در همین سال و در جریان اتحاد کوتاه مدت دو کشور مصر و سوریه این شرکت با هواپیمایی مصر (Misrair)ادغام شد، اما این ادغام چندان به درازا نکشید.
هواپیمایی سوریه فعالیت خود را با سه فروند هواپیمای داگلاس دی سی ۶، دو فروند داگلاس دی سی ۴ و سه فروند داگلاس دی سی ۳ با انجام برخی پروازهای منطقه‌ای آغاز نمود و بعدها با راه‌اندازی پروازهایی به رم و مونیخ و سپس لندن و پاریس قدم به فرودگاه‌های اروپایی گذاشت. هواپیماهای ساد اوییشن کاراول در اکتبر ۱۹۶۵، و هواپیماهای بوئینگ ۷۲۷–۲۰۰ و بوئینگ ۷۴۷ اس پی در سال ۱۹۷۶ وارد ناوگان شرکت شدند.
در دهه ۱۹۷۰ با توجه به روابط نزدیک سوریه با اتحاد جماهیر شوروی، هواپیمایی سوریه دست به خرید چند نوع هواپیمای روسی زد.
این هواپیماها شامل آنتونوف ۲۶، ایلیوشین ۷۶ و یاک ۴۰ در دهه ۷۰ و توپولوف ۱۳۴بی و توپولوف ۱۵۴ ام در دهه ۸۰ می‌شد.
مسیر هوایی نیویورک در ژوئیه ۱۹۷۸ در قالب همکاری مشترک با هواپیمایی سلطنتی اردن راه‌اندازی گشت.
با توجه به تحریم‌های وضع شده از سوی ایالات متحده آمریکا برنامه نوسازی ناوگان شرکت تا اکتبر ۱۹۹۸ یعنی زمان خرید هواپیماهای ایرباس ای۳۲۰–۲۰۰ متوقف شد.
در تابستان سال ۱۳۸۵، هواپیمایی سوریه مذاکرات خود را برای خرید تعدادی هواپیمای روسی آغاز نمود. بر این اساس قرار است سه فروند هواپیمای دوربرد ایلیوشین ۹۶–۴۰۰ و چهار فروند هواپیمای میان‌برد توپولوف ۲۰۴ خریداری شوند.
هواپیمایی سوریه یک شرکت کاملاً دولتی بوده و ۵۳۲۵ نفر را در استخدام خود دارد. این شرکت در ایران فعال بوده و تعدادی پرواز هفتگی را از دمشق و لاذقیه به فرودگاه امام خمینی ( ره ) انجام می‌دهد. (مسافری و باری)

## مقاصد
مقاصد هواپیمایی سوریه

### مسیرهای جدید
مسیر دمشق-بغداد از مهرماه ۱۳۸۵ با ۳ پرواز هفتگی راه اندازی شد.

## ناوگان
ناوگان هواپیمایی سوریه شامل هواپیماهای زیر است:(آمار مربوط به مرداد ۱۳۸۵ است)